# Autovía A-62
Die Autovía A-62 (auch bekannt als Autovía de Castilla) ist eine spanische Autovia. Sie beginnt in Burgos und verläuft durch die autonome Gemeinschaft Kastilien und León, den Städten Palencia, Valladolid und Salamanca nach Fuentes de Oñoro in die Nähe Portugals. Sie ist Teil der E-80 und ersetzt größtenteils die ehemalige N-620. 
Sie ist eine der meistgenutzten Straßen in Kastilien und León. Sie ist Teil der internationalen Route von Frankreich bis Portugal.

## Geschichte
Diskussionen über die Aufwertung der N-620 zur Autovia begannen in der Mitte der 1980er, als der Abschnitt zwischen Palencia und Valladolid zu einer autobahnähnlichen Straße mit Straßenkreuzungen aufgewertet wurde. In den 90ers folgten die Abschnitte Burgos – Palencia und Valladolid – Salamanca. Im Unterschied zum Abschnitt zwischen Palencia und Valladolid wurden jedoch die Kreuzungen über Brücken und Tunnel (Höhenfreiheit) sowie Autobahnkreuzen geführt. Das bedeutet, die beiden Abschnitte kamen ohne Ampelanlage aus. 
2003, infolge der Neunummerierung der spanischen Autovias, wurde die Bezeichnung A-62 vorgeschlagen. Die Abschnitte zwischen Salamanca und Ciudad Rodrigo wurde 2004 fertiggestellt, der Abschnitt zwischen Ciudad Rodrigo und Fuenta de Oñoro folgte 2008.
Im Jahr 2012 fehlte nur mehr die Verbindung Fuento de Oñoro mit der portugiesischen Grenze und der Autoestrada A25.

## Streckenverlauf

### Abschnitte
| Straße | Abschnitt                                               | km   | Eröffnung / Stand(2017)                                                                  |
| ------ | ------------------------------------------------------- | ---- | ---------------------------------------------------------------------------------------- |
| A-62   | Burgos - Estepar                                        | 18,5 | 1990                                                                                     |
| A-62   | Estepar - Villodrigo                                    | 26   | 1992                                                                                     |
| A-62   | Villodrigo - Quintana del Puente                        | 11,4 | 1990?                                                                                    |
| A-62   | Quintana del Puente - Torquemada                        | 17   | 1990                                                                                     |
| A-62   | Torquemada - Magaz                                      | 8    | 1990                                                                                     |
| A-62   | Magaz - Venta de Baños                                  | 12   | 1993                                                                                     |
| A-62   | Venta de Baños - Dueñas                                 | 6,2  | 2 Fahrbahnen pro Richtung: 1991 3 Fahrbahnen pro Richtung: Machbarkeitsstudie in Auftrag |
| A-62   | Dueñas - Cigales                                        | 17,9 | 1991                                                                                     |
| A-62   | Cigales - Valladolid (Arroyo de la Encomienda)          | 14   | 2 Fahrbahnen pro Richtung: 1993 3 Fahrbahnen pro Richtung: Projekt zurückgezogen         |
| A-62   | A-11 Valladolid (Arroyo de la Encomienda) - Tordesillas | 22   | 2 Fahrbahnen pro Richtung 1989 3 Fahrbahnen pro Richtung: Projekt zurückgestuft          |
| A-62   | Tordesillas A-6 - Alaejos                               | 25,3 | 1999                                                                                     |
| A-62   | Alaejos - Cañizal                                       | 20   | 1999                                                                                     |
| A-62   | Cañizal - Salamanca (Norte)                             | 30,5 | 1999                                                                                     |
| A-62   | Circunvalación Norte de Salamanca A-66                  | 10   | 2006                                                                                     |
| A-62   | Salamanca (Oeste) A-66 SA-20 - Aldehuela de la Bóveda   | 22,3 | 2003                                                                                     |
| A-62   | Aldehuela de la Bóveda - Martín de Yeltes               | 35,9 | 2004                                                                                     |
| A-62   | Martín de Yeltes - Ciudad Rodrigo (Oeste)               | 32,8 | 2005                                                                                     |
| A-62   | Ciudad Rodrigo (Oeste) - Fuentes de Oñoro               | 18   | 2008                                                                                     |
| N-620  | Fuentes de Oñoro - Frontera Hispano-Lusa (A25-IP5)      | 4    | in Planung (voraussichtlich März 2018)                                                   |

| Burgos BU-30 - Tordesillas A-6 | Burgos BU-30 - Tordesillas A-6 | Burgos BU-30 - Tordesillas A-6                                                                      | Burgos BU-30 - Tordesillas A-6                                                                                 | Burgos BU-30 - Tordesillas A-6 | Burgos BU-30 - Tordesillas A-6 |             |
| Richtung Portugal              | Richtung Portugal              | Richtung Portugal                                                                                   | Richtung Burgos                                                                                                | Richtung Burgos                | Richtung Burgos                |             |
| Höchstgeschwindigkeit          | Ausfahrt                       | Richtung                                                                                            | Richtung | Ausfahrt                       | Höchstgeschwindigkeit          | Bemerkungen |
| ------------------------------ | ------------------------------ | --------------------------------------------------------------------------------------------------- | --- | ------------------------------ | ------------------------------ | ----------- |
|                                |                                | Beginn der Autovía de Castilla                                                                      | E-5 A-1 Madrid BU-11 Burgos (Stadt) E-5 E-80 BU-30 AP-1 Vitoria N-120 Logroño Flughafen Burgos N-623 Santander |                                |                                |             |
|                                |                                | BU-30 Burgos (west) (A-231 N-120 León)                                                              | |                                |                                |             |
|                                |                                | Buniel- Villalbilla de Burgos                                                                       | Buniel- Villalbilla de Burgos N-120 Burgos (west) León                                                         |                                |                                |             |
|                                |                                | BU-V-4045 Frandovínez                                                                               | |                                |                                |             |
|                                |                                | Zona de servicio                                                                                    | |                                |                                |             |
|                                |                                | BU-V-1003 Zona de Servicio                                                                          | |                                |                                |             |
|                                |                                | Estepar - Quintanilla                                                                               | |                                |                                |             |
|                                |                                | Celada del Camino                                                                                   | |                                |                                |             |
|                                |                                | BU-P-4041 Villaldemiro                                                                              | |                                |                                |             |
|                                |                                | BU-401 Villaquirán de los Infantes BU-103 Pampliega Zona de servicio                                | |                                |                                |             |
|                                |                                | Villazopeque\|BU-V-1011 Villaverde-Mogina BU-P-4011 Los Balbases                                    | |                                |                                |             |
|                                |                                | Provinz Palencia                                                                                    | Provinz Burgos                                                                                                 |                                |                                |             |
|                                |                                | BU-V-4101 Villodrigo Revilla Vallejera Zona de servicio                                             | |                                |                                |             |
|                                |                                | Provinz Burgos                                                                                      | Provinz Palencia                                                                                               |                                |                                |             |
|                                |                                | Provinz Palencia                                                                                    | Provinz Burgos\|                                                                                               |                                |                                |             |
|                                |                                | P-131 Palenzuela                                                                                    | |                                |                                |             |
|                                |                                | PP-4140 Valbuena de Pisuerga                                                                        | |                                |                                |             |
|                                |                                | N-622 Lerma Peral de Arlanza P-413 Astudillo Quintana del Puente Zona de servicio                   | |                                |                                |             |
|                                |                                | | Radarkontrolle                                                                                                 |                                |                                |             |
|                                |                                | PP-1322 Herrera de Valdecañas                                                                       | |                                |                                |             |
|                                |                                | Área de servicio                                                                                    | |                                |                                |             |
|                                |                                | Cambio de sentido                                                                                   | |                                |                                |             |
|                                |                                | Área de descanso                                                                                    | |                                |                                |             |
|                                |                                | P-405 Torquemada Hornillos de Cerrato                                                               | |                                |                                |             |
|                                |                                | PP-4101 Valdeolmillos PP-4111 Villamediana                                                          | |                                |                                |             |
|                                |                                | N-620 Magaz de Pisuerga CL-619 Reinoso de Cerrato Baltanás Aranda de Duero                          | |                                |                                |             |
|                                |                                | Radarkontrolle                                                                                      | |                                |                                |             |
|                                |                                | A-610 Palencia Benavente                                                                            | |                                |                                |             |
|                                |                                | A-67 Palancia Santander                                                                             | |                                |                                |             |
|                                |                                | Venta de Baños                                                                                      | |                                |                                |             |
|                                |                                | Área de servicio                                                                                    | |                                |                                |             |
|                                |                                | Venta de Baños                                                                                      | |                                |                                |             |
|                                |                                | | Dueñas |                                |                                |             |
|                                |                                | | Dueñas Estación FF.CC                                                                                          |                                |                                |             |
|                                |                                | Zona industrial Vía de servicio                                                                     | |                                |                                |             |
|                                |                                | Provinz Valladolid                                                                                  | Provinz Palencia                                                                                               |                                |                                |             |
|                                |                                | VA-103 Valoria la Buena VA-902 Trigueros del Valle VP-4405 Cubillas de Santa Marta Área de servicio | |                                |                                |             |
|                                |                                | VA-113 Cabezón de Pisuerga Corcos del Valle                                                         | |                                |                                |             |
|                                |                                | Cigales                                                                                             | |                                |                                |             |
|                                |                                | Área de descanso                                                                                    | |                                |                                |             |
|                                |                                | VA-30 A-601 Segoviabr />A-11 Soria N-601 Olmedo                                                     | |                                |                                |             |
|                                |                                | Radarkontrolle                                                                                      | |                                |                                |             |
|                                |                                | Cigales Vía de servicio                                                                             | |                                |                                |             |
|                                |                                | VA-20 Valladolid A-11 Soria N-601 Olmedo Mercaolid Centro logístico CyLoG                           | |                                |                                |             |
|                                |                                | VA-900 Fuensaldaña Mucientes                                                                        | |                                |                                |             |
|                                |                                | Valladolid (Stadt) Feria de Valladolid Zaratán N-601 León - Olmedo                                  | |                                |                                |             |
|                                |                                | Valladolid (Parquesol) Nuevo Estadio Municipal José Zorrilla                                        | |                                |                                |             |
|                                |                                | Valladolid (Süd) VA-20 - Parquesol Centro comercial Avenida de Zamora                               | |                                |                                |             |
|                                |                                | VA-30 N-601 Madrid A-11 Soria A-601 Segovia CL-610 Medina del Campo                                 | |                                |                                |             |
|                                |                                | Arroyo de la Encomienda Ciguñuela                                                                   | |                                |                                |             |
|                                |                                | Valladolid (Süd) La Flecha                                                                          | |                                |                                |             |
|                                |                                | | Radarkontrolle                                                                                                 |                                |                                |             |
|                                |                                | CL-600 Puente Duero Tudela de Duero Vía de servicio                                                 | |                                |                                |             |
|                                |                                | VP-5806 Simancas Geria Archivo General de Simancas                                                  | |                                |                                |             |
|                                |                                | Urbanización Panorama                                                                               | |                                |                                |             |
|                                |                                | VP-5803 Geria Área de servicio                                                                      | |                                |                                |             |
|                                |                                | VP-9802 Villamarciel VP-5804 Velliza                                                                | |                                |                                |             |
|                                |                                | Área de servicio                                                                                    | |                                |                                |             |
|                                |                                | VP-9803 San Miguel del Pino                                                                         | |                                |                                |             |
|                                |                                | Urbanización El Montico                                                                             | |                                |                                |             |
|                                |                                | Tordesillas A-6 Medina del Campo Madrid                                                             | |                                |                                |             |
|                                |                                | weiter als A-6 La Coruña E-80 A-62 Salamanca E-82 A-11 Zamora                                       | |                                |                                |             |

| Tordesillas A-6 - Fuentes de Oñoro N-620 | Tordesillas A-6 - Fuentes de Oñoro N-620 | Tordesillas A-6 - Fuentes de Oñoro N-620                                                                                       | Tordesillas A-6 - Fuentes de Oñoro N-620 | Tordesillas A-6 - Fuentes de Oñoro N-620 | Tordesillas A-6 - Fuentes de Oñoro N-620 |             |
| Richtung Portugal                        | Richtung Portugal                        | Richtung Portugal | Richtung Burgos                          | Richtung Burgos                          | Richtung Burgos                          |             |
| Höchstgeschwindigkeit                    | Ausfahrt                                 | Richtung | Richtung                                 | Ausfahrt                                 | Höchstgeschwindigkeit                    | Bemerkungen |
| ---------------------------------------- | ---------------------------------------- | --- | ---------------------------------------- | ---------------------------------------- | ---------------------------------------- | ----------- |
|                                          |                                          | | A-6 Medina del Campo Madrid              |                                          |                                          |             |
|                                          |                                          | | A-6 Benavente La Coruña                  |                                          |                                          |             |
|                                          |                                          | A-11 E-82 Toro Zamora Portugal                                                                                                 |                                          |                                          |                                          |             |
|                                          |                                          | N-122 Tordesillas (west) |                                          |                                          |                                          |             |
|                                          |                                          | N-620 Tordesillas (süd) Parador                                                                                                |                                          |                                          |                                          |             |
|                                          |                                          | VP-8801 Nava del Rey |                                          |                                          |                                          |             |
|                                          |                                          | N-620 Pollos |                                          |                                          |                                          |             |
|                                          |                                          | Area de Servicio |                                          |                                          |                                          |             |
|                                          |                                          | VP-8802 Siete Iglesias de Trabancos Area de Servicio                                                                           |                                          |                                          |                                          |             |
|                                          |                                          | N-620 Alaejos CL-602 Medina del Campo Toro Area de Servicio                                                                    |                                          |                                          |                                          |             |
|                                          |                                          | N-620 Alaejos Area de Servicio                                                                                                 |                                          |                                          |                                          |             |
|                                          |                                          | Provinz Zamora | Provinz Valladolid                       |                                          |                                          |             |
|                                          |                                          | N-620 Castrillo de la Guareña                                                                                                  |                                          |                                          |                                          |             |
|                                          |                                          | CL-605 Cañizal Fuentesaúco Area de Servicio                                                                                    |                                          |                                          |                                          |             |
|                                          |                                          | Provinz Salamanca | Provinz Zamora                           |                                          |                                          |             |
|                                          |                                          | N-620 Cañizal |                                          |                                          |                                          |             |
|                                          |                                          | Radarkontrolle |                                          |                                          |                                          |             |
|                                          |                                          | Parada de Rubiales |                                          |                                          |                                          |             |
|                                          |                                          | Aldeanueva de Figueroa Area de servicio                                                                                        |                                          |                                          |                                          |             |
|                                          |                                          | N-620 Pajares La Orbada |                                          |                                          |                                          |             |
|                                          |                                          | N-620 Pedrosillo el Ralo Gomecello Area de servicio                                                                            |                                          |                                          |                                          |             |
|                                          |                                          | Castellanos de Moriscos Moriscos Zona industrial Castellanos de Moriscos                                                       |                                          |                                          |                                          |             |
|                                          |                                          | Radarkontrolle |                                          |                                          |                                          |             |
|                                          |                                          | N-620 Salamanca (ost) Polígono Industrial "Los Villares" Zona industrial Castellanos de Moriscos N-620 Castellanos de Moriscos |                                          |                                          |                                          |             |
|                                          |                                          | N-630 Zamora SA-11 Salamanca Estadio Helmántico Villares de la Reina A-66 Zamora                                               |                                          |                                          |                                          |             |
|                                          |                                          | CL-517 Doñinos de Salamanca Vitigudino Centro logístico CyLoG Mercasalamanca N-620 Recinto Ferial                              |                                          |                                          |                                          |             |
|                                          |                                          | N-620 Salamanca (Süd) Área de servicio A-66 E-803 Cáceres Polígono El Montalvo II A-50 Ávila Madrid Flughafen Salamanca        |                                          |                                          |                                          |             |
|                                          |                                          | N-620 La Rad Galindo y Perahuy Área de descanso Vía de Servicio                                                                |                                          |                                          |                                          |             |
|                                          |                                          | N-620 Barbadillo Calzada de Don Diego Estación F.F.C.C. Area de Servicio                                                       |                                          |                                          |                                          |             |
|                                          |                                          | N-620 Boadilla Area de servicio SA-215 Tamames SA-315 La Fuente de San Esteban                                                 |                                          |                                          |                                          |             |
|                                          |                                          | N-620 Martín de Yeltes |                                          |                                          |                                          |             |
|                                          |                                          | N-620 Sancti-Spíritus Área de Servicio                                                                                         |                                          |                                          |                                          |             |
|                                          |                                          | SA-213 Bocacara N-620 Valdecarpinteros Área de servicio                                                                        |                                          |                                          |                                          |             |
|                                          |                                          | SA-220 Ciudad Rodrigo (Stadt) Zona arqueológica de Siega Verde Morasverdes Sierra de Francia Béjar                             |                                          |                                          |                                          |             |
|                                          |                                          | N-620 Ciudad Rodrigo (west) CL-526 Puerto de Perales Coria Cáceres SA-200 Ituero de Azaba Portugal Ciudad Rodrigo              |                                          |                                          |                                          |             |
|                                          |                                          | N-620 Carpio de Azaba |                                          |                                          |                                          |             |
|                                          |                                          | N-620 Espeja Gallegos de Argañán                                                                                               |                                          |                                          |                                          |             |
|                                          |                                          | Ende der Autovia | Beginn der Autovia                       |                                          |                                          |             |

| Fuentes de Oñoro N-620 - Frontera Portuguesa A25 | Fuentes de Oñoro N-620 - Frontera Portuguesa A25 | Fuentes de Oñoro N-620 - Frontera Portuguesa A25 | Fuentes de Oñoro N-620 - Frontera Portuguesa A25 | Fuentes de Oñoro N-620 - Frontera Portuguesa A25 | Fuentes de Oñoro N-620 - Frontera Portuguesa A25 |
| Richtung Portugal                                | Richtung Portugal                                | Richtung Portugal                                | Richtung Burgos                                  | Richtung Burgos                                  | Richtung Burgos                                  |
| Ausfahrt                                         | Richtung                                         | Richtung                                         | Richtung                                         | Ausfahrt                                         | Bemerkungen                                      |
| ------------------------------------------------ | ------------------------------------------------ | ------------------------------------------------ | ------------------------------------------------ | ------------------------------------------------ | ------------------------------------------------ |
| 351                                              | N-620 E-80 Fuentes de Oñoro Portugal A-62 E-80   | N-620 E-80 Fuentes de Oñoro Portugal A-62 E-80   | N-620 E-80 Fuentes de Oñoro Portugal A-62 E-80   | 351                                              | N-620 E-80                                       |
| 351-356                                          | E.S. CEPSA                                       | E.S. CEPSA                                       | E.S. CEPSA                                       | 351-356                                          | N-620 E-80                                       |
|                                                  | Fuentes de Oñoro                                 | Fuentes de Oñoro                                 | Fuentes de Oñoro                                 |                                                  | N-620 E-80                                       |
| 355                                              | Aldea del Obispo Portugal Salamanca              | Aldea del Obispo Portugal Salamanca              | Aldea del Obispo Portugal Salamanca              | 355                                              | N-620 E-80 DSA-470                               |
| 356                                              | Portugal Fuentes de Oñoro Salamanca              | Portugal Fuentes de Oñoro Salamanca              | Portugal Fuentes de Oñoro Salamanca              | 356                                              | N-620 E-80                                       |
|                                                  | Fuentes de Oñoro                                 | Fuentes de Oñoro                                 | Fuentes de Oñoro                                 |                                                  | N-620 E-80                                       |